# Donald Filtzer
Donald A. Filtzer est un historien britannique, spécialiste de l'histoire sociale et économique de l'URSS. Il est professeur d'histoire de la Russie à l'université de Londres-Est.

## Travaux
Avant d'enseigner à l'université de Londres-Est en 1991, Donald Filtzer a travaillé au Centre for Russian and East European Studies de l'université de Birmingham, et à la School of Slavonic & East European Studies de l'université de Londres. Il a obtenu son Ph.D. en 1976 à l'université de Glasgow (Institute of Soviet & East European Studies), où il a écrit son mémoire sur l'économiste trotskyste Evgueni Preobrajenski. Joseph Green considère Don Filtzer comme un « défenseur ardent de Preobrajenski ».
Il est présenté comme un « historien marxiste », un « socialiste qui écrit en faveur de la Révolution russe d'octobre 1917 », mais « fermement anti-stalinien ». Indifférent aux modes historiographiques, Donald Filtzer a consacré quatre ouvrages à l’histoire du monde ouvrier soviétique sous Staline, Khrouchtchev et Gorbatchev. Il a également publié en 1993 un manuel d'introduction sur la période khroutchévienne. 
Dans Soviet Workers and De-Stalinization, l'auteur conclut en reliant les problèmes autour du travail de la période Khrouchtchev à ceux affrontés par Gorbatchev et la perestroïka, qui aident à expliquer l'échec des politiques de Gorbatchev.

## Ouvrages
- Soviet Workers and Stalinist Industrialization: The Formation of Modern Soviet Production Relations, 1928-1941, Londres, Pluto Press, 1986, 338 p.
- Soviet Workers and De-Stalinization: The Consolidation of the Modern System of Soviet Production Relations, 1953-1964, Cambridge University Press, 1992, 340 p., rééd. 2002.
- The Khrushchev Era: De-Stalinization and the Limits of Reform in the USSR, 1953-1964, Londres, Macmillan Press, 1993, 104 p.
- Soviet Workers and the Collapse of Perestroika: The Soviet Labour Process and Gorbachev's Reforms, 1985-1991, Cambridge University Press, 1994, 316 p.
- Soviet Workers and Late Stalinism: Labour and the Restoration of the Stalinist System After World War II, Cambridge University Press, 2002, 294 p., rééd. 2007.
- The Hazards of Urban Life in Late Stalinist Russia: Health, Hygiene, and Living Standards, 1943-1953, Cambridge University Press, 2010, 379p.

## Source
- Jean-Paul Depretto, compte rendu de Soviet Workers and Late Stalinism, Cahiers du monde russe, vol. 45, n° 3-4, 2004.